# Xoridesopus taihokensis
Xoridesopus taihokensis är en stekelart som först beskrevs av Tohru Uchida 1932.  Xoridesopus taihokensis ingår i släktet Xoridesopus och familjen brokparasitsteklar. Inga underarter finns listade i Catalogue of Life.